# Jurassic Park III
Jurassic Park III este un film științifico-fantastic de aventură american din 2001, regizat de Joe Johnston. Este al treilea film din seria cinematografică Jurassic Park și are în rolurile principale pe Sam Neill, William H. Macy, Téa Leoni, Alessandro Nivola, Trevor Morgan și Michael Jeter. Este primul film din serie care să nu fie regizat de Steven Spielberg sau bazat pe o carte scrisă de Michael Crichton (deși numeroase scene au fost preluate din cărțile Jurassic Park și Lumea pierdută ale lui Crichton). Acțiunea filmului se petrece pe Isla Sorna, de pe coasta pacifică a Americii Centrale, insula pe care s-au petrecut evenimentele din al doilea film, unde un cuplu divorțat îl păcălește pe Dr. Alan Grant să-i însoțească pe insulă pentru a-i ajuta să-și găsească copilul dispărut.
După succesul filmului Jurassic Park regizat de Spielberg, Joe Johnston și-a manifestat interesul de a regiza un sequel. Spielberg i-a acordat lui Johnston ocazia de a regiza un al treilea film din serie, dacă se va face vreodată unul. În ciuda recenziilor mixte primite din partea criticilor, filmul a înregistrat un succes comercial, având încasări de 368 milioane de dolari la nivel mondial.

## Subiect
Ben Hildebrand și Eric Kirby, în vârstă de 12 ani, fac parasailing în apele din apropiere de Isla Sorna. O creatură necunoscută atacă și ucide echipajul bărcii, forțându-l pe Ben să detașeze cablurile iar el și Eric zboară spre insulă. Pe continent, Dr. Alan Grant a devenit celebru după implicarea sa în Jurassic Park, în vreme ce Ellie Sattler e căsătorită și are doi copii. Grant discută cu Sattler cum raptorii erau mult mai inteligenți decât s-a crezut până atunci. La un sit, Billy Brennan, asistentul lui Grant, demonstrează cum poate utiliza o imprimantă 3D pentru a reproduce laringele unui Velociraptor.
Paul și Amanda Kirby, un cuplu aparent bogat, oferă să finanțeze cercetările lui Grant în schimbul oferirii unui tur aerian al insulei Isla Sorna. Deși inițial este suspicios cu privire la intențiile lor reale, Grant este disperat să obțină finanțare și acceptă cu reticiență oferta. Zboară acolo împreună cu soții Kirby, Billy și asociații mercenari ai soților Kirby, Udesky, Cooper și pilotul Nash. Pe avion, Grant descoperă că soții Kirby intenționează să aterizeze pe insulă. Când Grant se opune, este lovit de Cooper și se trezește când aude că Amanda folosește un megafon. Asta atrage un Spinosaurus, care îi devorează pe Cooper și Nash. Obstrucționarea pistei de către dinozaur face ca avionul să se prăbușească în pădure. Fugind, supraviețuitorii scapă de Spinosaurus doar pentru a da peste un Tyrannosaurus. Spinosaurus se întoarce, dar grupul scapă în timp ce cei doi prădători se luptă. Spinosaurus mușcă gâtul lui T. rex și îl omoară.
Grant, cerând adevărul din partea soților Kirby, află că aceștia sunt de fapt un cuplu divorțat de clasă mijlocie care își caută fiul Eric și pe Ben, prietenul Amandei, dispăruți pe insulă de opt săptămâni. Mai târziu, grupul descoperă parașuta de care este atașat cadavrul lui Ben după care dau peste un cuib de raptori. Descoperă o bază InGen abandonată unde Amanda este ambuscată de un raptor. Grupul reușește să îl prindă într-o capcană, dar evadează și își cheamă restul haitei. Grupul dă peste o turmă de Corythosaurus și Parasaurolophus, provocând o strechea ce îi separă pe Grant și Udesky de restul grupului. Grant găsește rucsacul lui Billy în vreme ce Udesky este lăsat abia în viață pe pământ de raptori, care pregătesc o capcană pentru a-i atrage pe ceilalți din copacul în care au urcat. Amanda este aproape omorâtă de raptori când încearcă să coboare pentru a-l salva pe Udesky și, la eșecul capcanei lor, raptorii îl omoară pe Udesky.
Grant suspectează că raptorii caută ceva după ce observă doi dintre aceștia comunicând. Devine ambuscat și încolțit de raptori dar este salvat de Eric, care a supraviețuit într-un camion răsturnat. În ziua următoare, Grant și Eric aud telefonul prin satelit al lui Paul și sunt reuniți cu soții Kirby și Billy. Paul explică că i-a dat telefonul lui Nash înainte de a fi devorat, înainte ca grupul să fie atacat de Spinosaurus. După ce grupul scapă, Grant află că Billy a furat două ouă de raptori să le folosească pentru finanțare, lucru care a provocat atacul raptorilor. Decide să păstreze ouăle pentru a asigura supraviețuirea grupului. Grupul intră fără să știe într-o crescătorie folosită pentru adăpostirea de Pteranodon, care atacă grupul și zboară împreună cu Eric. Billy îl salvează pe Eric folosind parașuta lui Ben, dar este atacat și aparent ucis de Pteranodon. Restul grupului scapă din crescătorie, lăsând neintenționat ușa deschisă. Își fac drum pe râu folosind o barcă.
În acea noapte aud telefonul care este îngropat în fecale de Spinosaurus sunând și îl recuperează. În timp ce plouă, Grant încearcă să o contacteze pe Sattler, dar Spinosaurus atacă barca. Grant aprinde combustibilul bărcii și îl arde pe Spinosaurus, făcându-l să fugă. În ziua următoare grupul își face drum către țărm, dar sunt înconjurați de raptori. Ouăle sunt înconjurate de raptori iar Grant folosește laringele reprodus pentru a-i deruta pe raptori, care pleacă cu ouăle. Grupul fuge spre coastă și află că Sattler a chemat U.S. Marine Corps și U.S. Navy pentru a-i salva. Află că Billy, care a fost grav vătămat, este încă în viață. În timp ce părăsesc insula, îi văd pe Pteranodon zburând liberi iar Grant șoptește că "caută noi locuri de cuibărit".

## Distribuție
- Sam Neill - Dr. Alan Grant
- William H. Macy - Paul Kirby
- Téa Leoni - Amanda Kirby
- Alessandro Nivola - Billy Brennan
- Trevor Morgan - Eric Kirby
- Michael Jeter - Udesky
- John Diehl - Cooper
- Bruce A. Young - Nash
- Laura Dern - Ellie Sattler
- Taylor Nichols - Mark
- Mark Harelik - Ben Hildebrand

### Creaturi în film
Spre deosebire de filmele precedente, Spinosaurus este considerat principalul antagonist în film. Johnston a declarat: "Mulți dinozauri au o siluetă asemănătoare cu a lui T-Rex... iar noi doream ca spectatorii să recunoască instantaneu asta ca fiind altceva." Silueta Spinosaurus-ului se află și pe afișul filmului, lunând locul lui Tyrannosaurus de pe afișele celor două filme precedente. Baryonyx a fost inițial considerat pentru rolul de antagonist iar primele afișe conceptuale îl prezintă ca atare. În timpul filmului, Billy interpretează că animalul întâlnit este un Baryonyx sau un Suchomimus, dar Dr. Grant îl corectează pe baza dimensiunii.
Datorită descoperirilor și teoriilor noi din domeniul paleontologiei, anumiți dinozauri sunt reprezentați diferit comparativ cu filmele precedente. Descoperirile ce sugerează că Velociraptor aveau pene au determinat adăugarea unor structuri asemănătoare penelor pe capul și gâtul masculilor în film. "Am găsit dovezi Velociraptorii aveau pene sau structuri asemănătoare penelor și am incorporat acest lucru în noul aspect al raptorilor", a declarat paleontologul Jack Horner, consultantul tehnic al filmului.
Spielberg a insistat ca Johnston să utilizeze Pteranodoni, care au fost eliminați din filmele precedente din considerente bugetare. O reptilă acvatică a fost inclusă în prima schiță, dar a fost ulterior eliminată din scenariu. Efectele speciale utilizate pentru dinozauri au fost o combinație de animatronice cu CGI. Următoarele creaturi apar în film:
- Ankylosaurus
- Brachiosaurus
- Ceratosaurus
- Compsognathus
- Corythosaurus
- Parasaurolophus
- Pteranodon
- Spinosaurus
- Stegosaurus
- Triceratops
- Tyrannosaurus
- Velociraptor

## Producție

### Origini
Joe Johnston a fost interesat să regizeze un sequel al filmului Jurassic Park și l-a contactat pe Spielberg, un prieten de-al său, cu privire la proiect. Deși Spielberg dorea să regizeze primul sequel, a fost de acord ca Johnston să regizeze un al treilea film, dacă se va face vreodată unul. Al doilea film, intitulat Lumea pierdută: Jurassic Park, a inclus secvența în care un Tyrannosaurus hoinărește liber prin San Diego. Spielberg dorea inițial ca această secvență să fie inclusă în al treilea film, dar a decis să-l includă în al doilea când a realizat că probabil nu va mai regiza vreodată un film în serie. După lansarea celui de-al doilea film în mai 1997, Spielberg era ocupat cu alte proiecte și a fost întrebat despre posibilitatea unui al treilea film Jurassic Park. El a răspuns: "Mi-ar da o durere de cap uriașă doar dacă m-aș gândi la asta."

### Pre-producție
Universal Pictures a anunțat filmul pe 29 iunie 1998, cu Spielberg în calitate de producător. Michael Crichton urma să colaboreze cu Spielberg pentru a crea o poveste și pentru a scrie scenariul. Filmul urma să fie lansat în vara anului 2000. Spielberg a venit inițial cu ideea unui subiect care îl implica pe Dr. Alan Grant, descoperit pe una din insulele InGen. Conform lui Johnston, "S-ar fi strecurat, deoarece nu i s-a permis accesul, și ar fi trăit în copaci asemenea lui Robinson Crusoe. Dar eu nu mi l-aș fi închipuit pe acest om întorcându-se pe vreo insulă populată de dinozauri după evenimentele din primul film."
În iunie 1999 Craig Rosenberg a început să scrie prima schiță a scenariului, care implica un grup de adolescenți izolați pe Isla Sorna. Johnston a fost anunțat ca regizor în august 1999, cu Rosenberg încă atașat proiectului. Producția urma să înceapă în prima parte a anului 2000. Scenariul cu adolescenți al lui Rosenberg a fost respins în septembrie 1999. Deși Johnston credea că nu este "un scenariu scris rău", a mai declarat că "semăna cu un episod prost din Prietenii tăi". Până în decembrie 1999 au fost angajați noi scenariști pentru a scrie o poveste mai bună.
Al doilea scenariu implica un Pteranodon care evadează de pe Isla Sorna și cauzează o serie de omoruri misterioase pe continent. Acest caz urma să fie investigat de un grup condus de Alan Grant. Grupul lui Grant aterizează forțat pe insulă în vreme ce un alt grup efectua o investigație pe continent. Secvența cu crescătoria și laboratorul erau inițial mult mai lungi și complexe, incluzând un Velociraptor ce pătrunde pe furiș în crescătorie în timp ce grupul petrecea noaptea acolo. Au fost construite platouri și au fost elaborate costume pentru această versiune.
În februarie 2000 s-a anunțat că filmările vor demara la sfârșitul lunii în Noua Zeelandă, unde trebuiau inițial filmate scenele pentru Lumea pierdută: Jurassic Park. În martie 2000 a fost ales Maui, Hawaii în locul Noii Zeelande. Sam Neill a semnat pentru proiect în iunie 2000, filmările urmau să înceapă în august 2000 și să se întindă pe 18 săptămâni, filmul urmând să fie lansat în iulie 2001. Macy a refuzat inițial rolul din cauza suprapunerilor cu filmările la un alt proiect. Trevor Morgan și Téa Leoni au fost distribuiți în august 2000. În timpul pre-producției artiștii au creat o serie de materiale promoționale pentru film ce includeau titluri de lucru precum Jurassic Park: Extinction și Jurassic Park: Breakout.
Cu cinci săptămâni înainte de începerea filmărilor, scenariul a fost respins atât de Spielberg cât și de Johnston deoarece nu erau mulțumiți; Johnston considera că povestea este prea complicată. Până la acel moment au fost investite deja 18 milioane de dolari în proiect. Scenariul cu misiunea de salvare sugerat de David Koepp a fost folosit în schimb. Alexander Payne și Jim Taylor au început să rescrie scenariul în iulie 2000.

### Filmări
Johnston a declarat că scenariu nu a fost niciodată finalizat în timpul filmărilor: "Am turnat pagini care ulterior au mers în scenariu final, dar nu aveam un document". Filmările au început în august 2000 în Hawaii. Macy, comentând cu privire la ritmul lent de filmare a scenariului, a spus "filmam un sfert de pagina -- în unele zile, o optime de pagină. Și asta într-o zi de 12 ore."
Filmările au continuat în Oahu până pe 9 septembrie. Materialul aerian al dealurilor Țărmului Nordic din Molokai a fost turnat în următoarele două zile, urmată de o săptămână de fimări în Kauai. Filmările în Hawaii au fost finalizate pe 20 septembrie 2000. Producția s-a mutat apoi în California. Scene au fost turnate la Occidental College din Los Angeles pe 10 octombrie 2000.
Au fost turnate alte scene la Central Bay Studios din Los Angeles la finalul lunii octombrie. Alte locații de filmare din California au inclus South Pasadena și o carieră de piatră din Irwindale. Au avut loc filmări și pe platourile Universal Studios din Los Angeles. Producția s-a mutat din nou în Hawaii în ianuarie 2001 pentru a turna finalul filmului, care încă nu era scris în timpul filmărilor anterioare în Hawaii.
Povestea conține scene minore din cărțile Jurassic Park și Lumea pierdută ale lui Crichton care nu au fost utilizate în ecranizări, cum ar fi crescătoria de Pteranodon și utilizarea unei bărci. Apariția scurtă a actriței Laura Dern a fost filmată într-o singură zi. Într-o schiță precedentă a scenariului, Neill și Dern formau un cuplu aflat în curs de despărțire. Johnston a declarat: "Nu mai voiam să îi vad ca un cuplu. Pe de-o parte, nu cred că par a fi un cuplu. Ar fi incomod să-i vedem încă împreună. Iar Laura Dern nu pare să fi îmbătrânit în ultimii 15 ani." Cea mai lungă formă brută a filmului avea o durată de 96 de minute, fără generic. Conform lui Johnston, "Am pierdut probabil 8 minute, deci nu a fost niciodată așa lung".

### Muzică
Deoarece John Williams era ocupat cu muzica filmului Inteligență artificială al lui Spielberg, l-a recomandat pe Don Davis să compună muzica pentru Jurassic Park III. Temele originale ale lui Williams au fost integrate în coloana sonoră împreună cu teme noi, cum ar fi una pentru Spinosaurus care se axa pe sunete joase, cu tromboni, tube și timpane. Lupta dintre Spinosaurus și Tyrannosaurus, pe care Davis a comparat-o cu lupta dintre King Kong și Tyrannosaurus din filmul King Kong (1933), avea o juxtapunere dintre tema pentru Spinosaurus și tema pentru T. Rex compusă de Williams. In addition, "Big Hat, No Cattle", a song by Randy Newman, was used in a restaurant scene.

## Lansare
Jurassic Park III a avut premiera la Universal Amphitheater din Los Angeles pe 16 iulie 2001, urmată două zile mai târziu de o lansare în Statele Unite și în alte țări. Filmul a avut încasări de 181,171,875 dolari în Statele Unite și 368,780,809 dolari la nivel mondial, fiind al optulea cel mai de succes film al anului în toată lumea, dar și filmul din seria Jurassic Park cu cele mai slabe rezultate financiare. A fost lansat pe VHS și DVD pe 11 decembrie 2001. A fost relansat cu cele două filme precedente în decembrie 2001 sub colecția Jurassic Park Trilogy și în noiembrie 2005 ca parte a colecției Jurassic Park Adventure Pack. În 2011 a fost lansat pe Blu-ray ca parte a colecției Jurassic Park Ultimate Trilogy. Coloana sonoră a fost lansată în iulie 2001.

## Receptare
Filmul a avut parte de o receptare mixtă atât din partea criticilor, cât și din partea fanilor. Are un scor de 50% pe Rotten Tomatoes bazat pe 163 de recenzii, cu un scor mediu de 5.2/10. Consimțământul site-ului afirmă: "Jurassic Park III este mai întunecat și mai rapid decât predecesorii săi, dar asta nu compensează pentru declinul creativ continuu al francizei". Are un scor de 42 din 100 pe Metacritic, ceea ce înseamnă "recenzii mixte sau medii".. Pe ambele site-uri, este filmul din seria Jurassic Park cu cel mai slab scor. La nivelul anului 2002, Crichton a declarat că el nu a văzut niciodată filmul.

### Premii și nominalizări
| Ceremonie                   | Categorie                                                                                   | Beneficiar(i)                                                                                     | Rezultat     |
| --------------------------- | ------------------------------------------------------------------------------------------- | ------------------------------------------------------------------------------------------------- | ------------ |
| Premiile Saturn             | Cel mai bun film științifico-fantastic                                                      |                                                                                                   | Nominalizare |
| Premiile Saturn             | Cele mai bune efecte speciale                                                               | Jim Mitchell, Stan Winston (nemenționat), Danny Gordon Taylor, Donald R. Elliott, John Rosengrant | Nominalizare |
| Premiile Satellite          | Cele mai bune efecte vizuale                                                                | Jim Mitchell, Stan Winston (nemenționat), Danny Gordon Taylor, Donald R. Elliott, John Rosengrant | Nominalizare |
| Premiile Satellite          | Cel mai bun mixaj sonor                                                                     | Howell Gibbens                                                                                    | Nominalizare |
| Golden Trailer Awards       | Cel mai bun film horror/thriller                                                            |                                                                                                   | Nominalizare |
| Premiile Golden Reel Awards | Cel mai bun montaj sonor                                                                    | Howell Gibbens, Christopher Boyes, James Likowski, Frank E. Eulner și Ken Fischer                 | Nominalizare |
| Premiile Sierra             | Cel mai bun DVD                                                                             |                                                                                                   | Câștigat     |
| BMI Film Awards             | Cea mai bună muzică                                                                         | Don Davis și John Williams                                                                        | Câștigat     |
| Zmeura de Aur               | Cea mai proastă refacere sau continuare a unui film                                         |                                                                                                   | Nominalizare |
| Stinkers Bad Movie Awards   | Cea mai proastă actriță                                                                     | Tea Leoni                                                                                         | Nominalizare |
| Stinkers Bad Movie Awards   | Cel mai prost scenariu pentru un film ce a avut încasări de peste 100 de milioane de dolari | Peter Buchman, Alexander Payne, Jim Taylor, bazat pe o carte de Michael Crichton                  | Nominalizare |
| Stinkers Bad Movie Awards   | Cea mai proastă continuare                                                                  |                                                                                                   | Nominalizare |